# Icono cultural

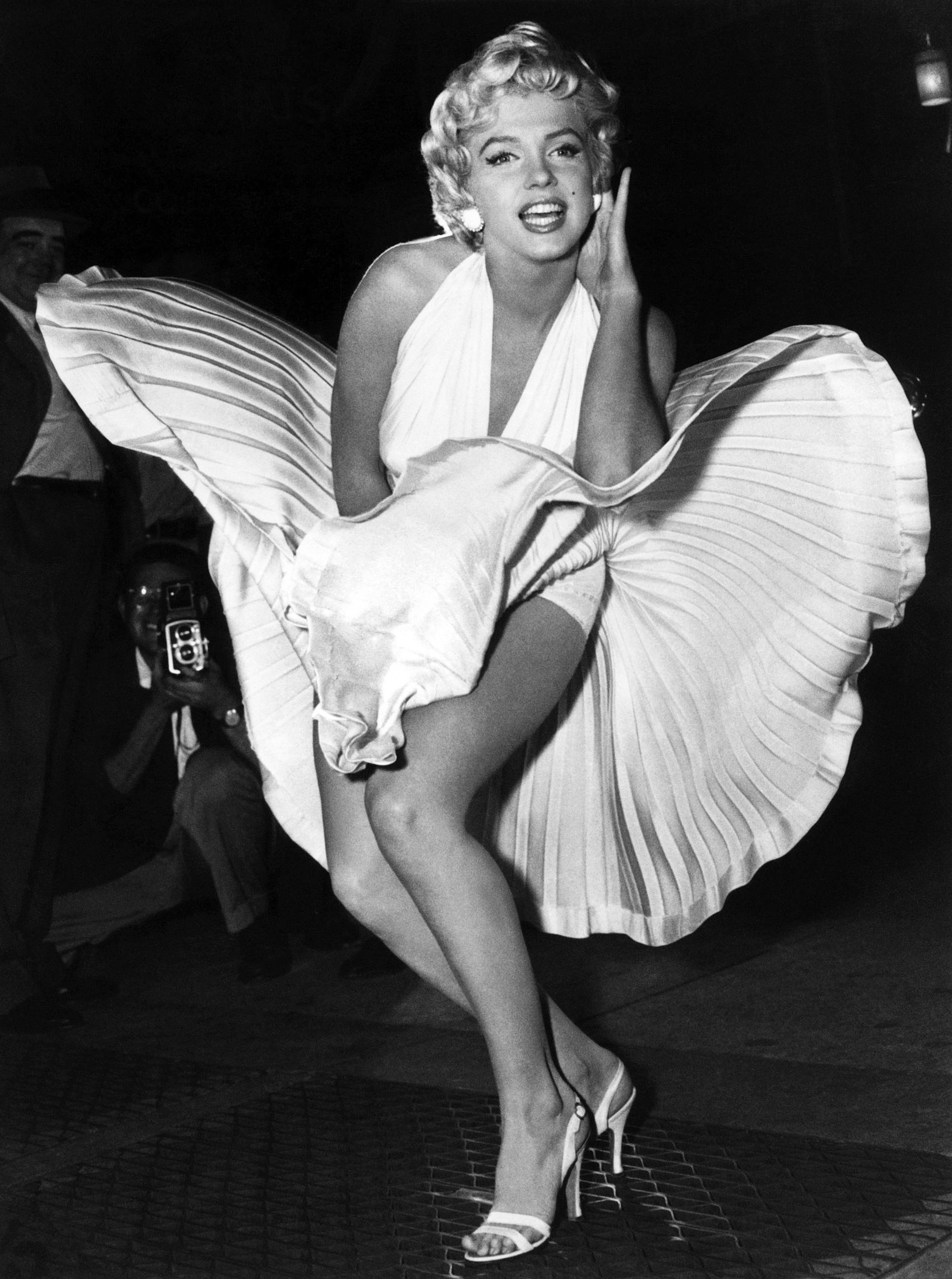
Marilyn Monroe en The Seven Year Itch

Un icono cultural es una persona o un artefacto que es muy reconocido y que se ha vuelto reconocido por los miembros de una cultura o subcultura, como la representación de algún aspecto de su identidad. Estos ejemplos pueden variar ampliamente, y pueden ser iconos visuales, un objeto, comida, una persona o grupo de personas, etc.
En los medios de comunicación, muchos elementos de la cultura popular han sido descritos de «icónicos» a pesar de sus falta de durabilidad. Algunos comentaristas creen que el término es usado en exceso.

## Tipos
En general, cada nación tiene sus iconos o símbolos nacionales y pueden variar ampliamente, al ser visuales, un objeto, una persona o grupo de personas. Como ejemplo se pueden encontrar en Inglaterra los siguientes:
- Big Ben[2][3]
- Té[4]
- Cabina roja de teléfonos[5]
- Routemaster[6]
- Supermarine Spitfire[7]

Podemos encontrar otros ejemplos como las muñecas Matrioska de Rusia. También los valores, las normas y los ideales representados por un icono cultural varían tanto entre las personas que puedan interpretar los iconos culturales como el símbolo de valores muy diferentes. Esto ha derivado en oposición y crítica, como ejemplo podemos encontrar la estatua de Lenin en Europa del Este después de la caídad del comunismo.
Los iconos religiosos también pueden convertirse en iconos culturales en las sociedades donde la religión y la cultura están profundamente entrelazadas, como las representaciones de Madonna en sociedades con una fuerte tradición católica.

## En la cultura popular
El describir algo como «icónico» o un «icono» se ha vuelto muy común en los medios masivos de comunicación. Esto ha provocado críticas de algunos autores, como un escritor del Liverpool Daily Post menciona que «icónico» es una palabra que me hace tener la piel de gallina, ya que es una palabra que puede describir casi cualquier cosa. El periódico Christian Examiner nominó la palabra «icónico» en su lista de las más usadas en exceso, con más de 18 000 referencias, con otras 30 000 usadas únicamente para «icono».

## Galería de imágenes

La compañía Coca-Cola es un icono cultural para los estadounidenses
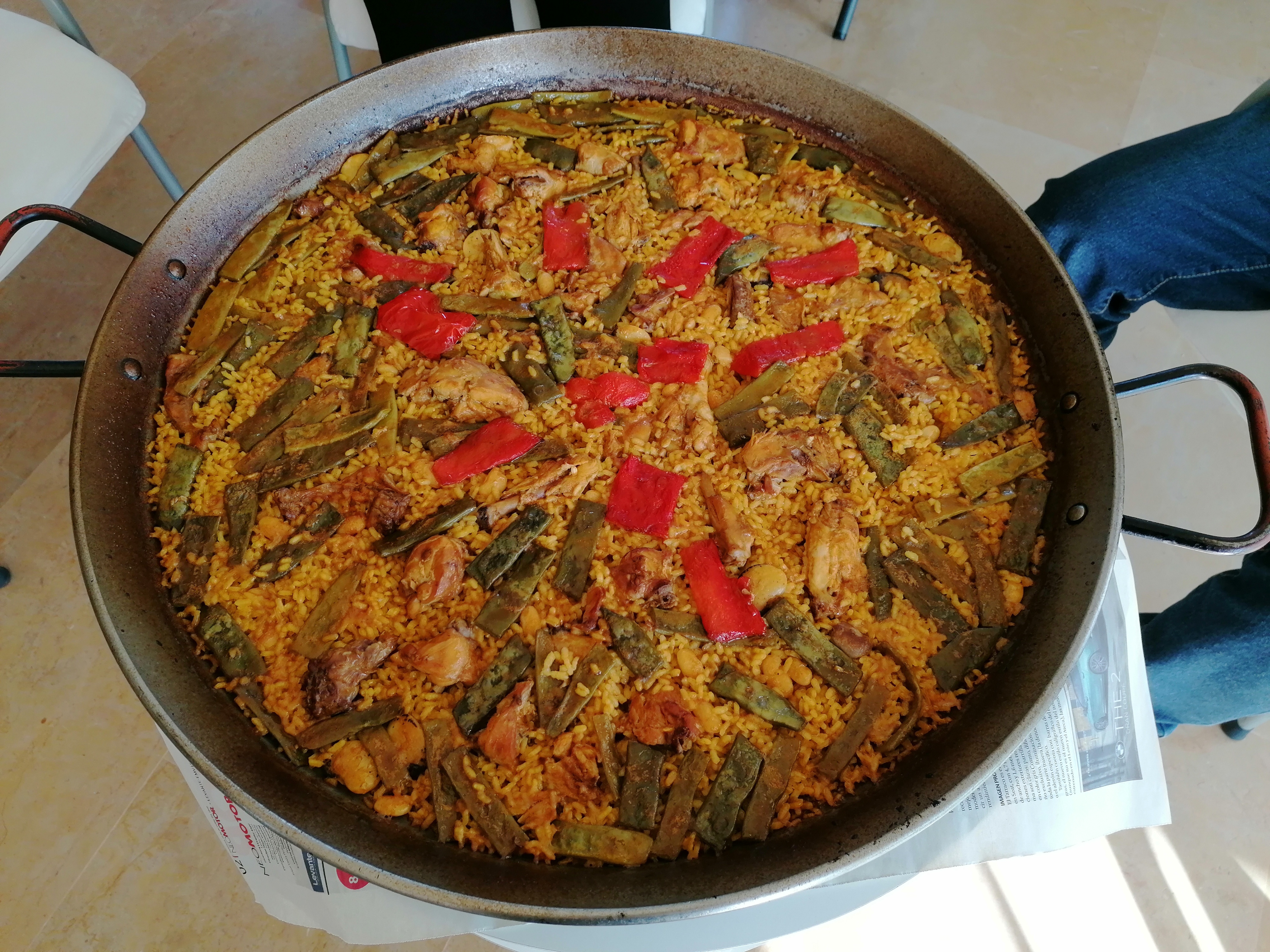
La paella es un icono  cultural para los españoles
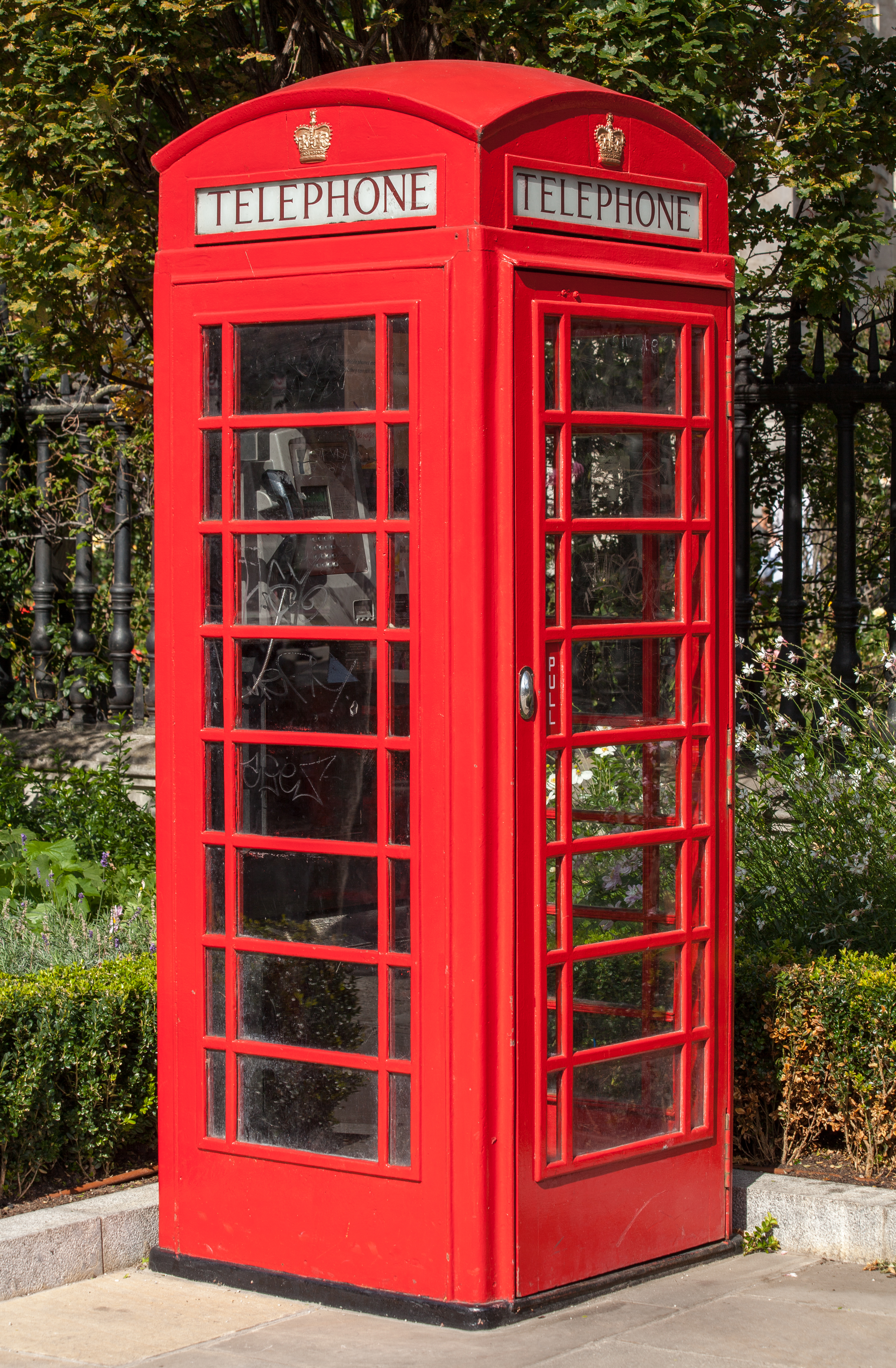
La cabina roja de teléfonos es un icono cultural para los británicos
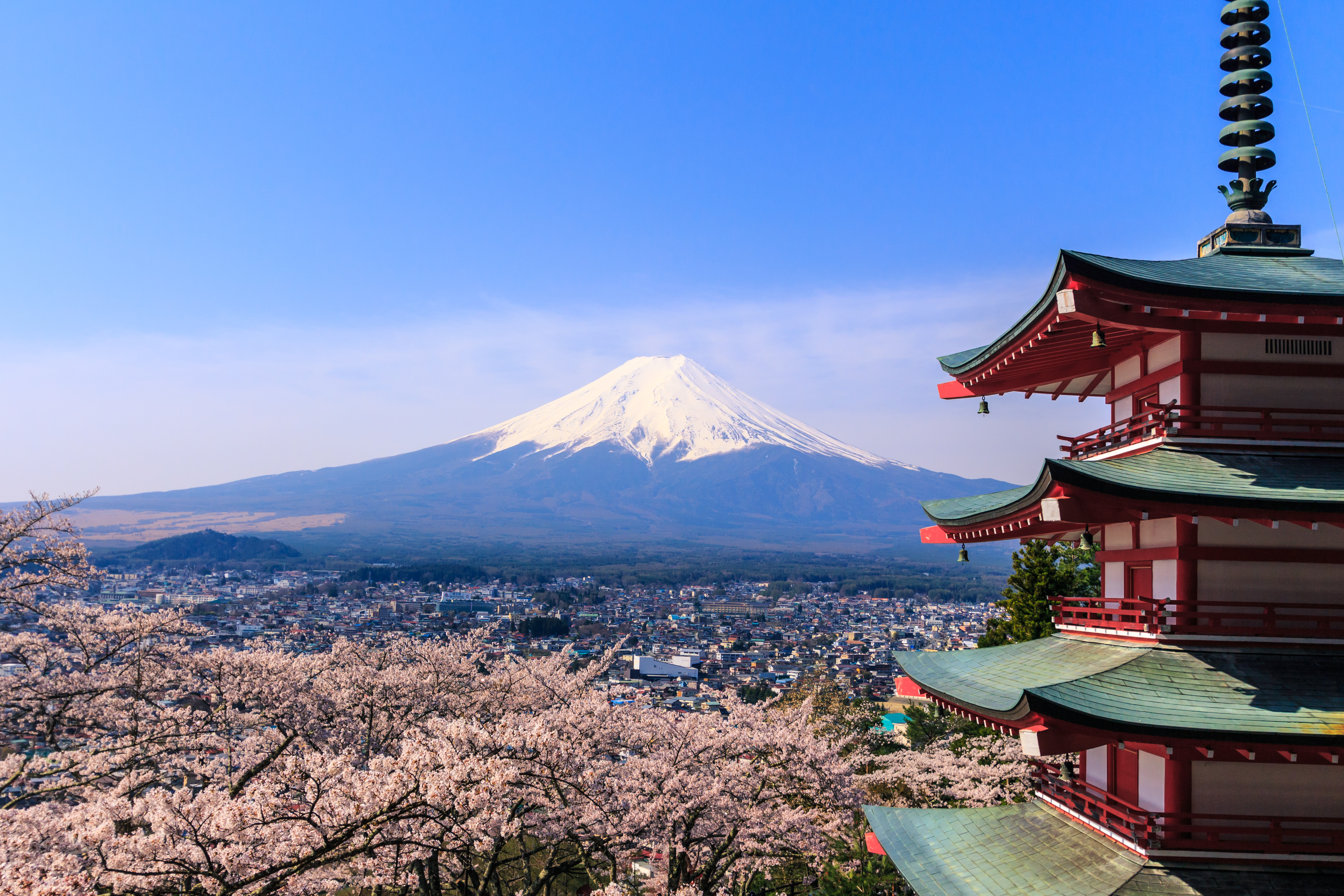
El Monte Fuji es un icono cultura para los japoneses
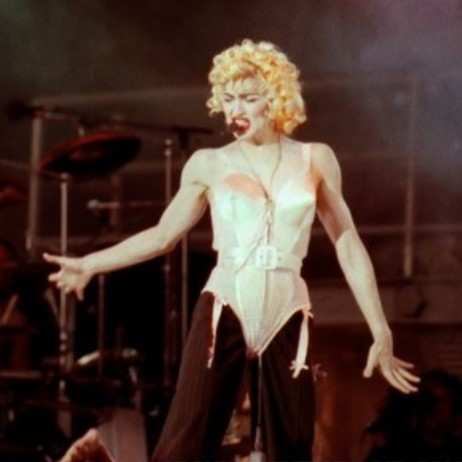
La cantante Madonna, como un personaje humano, es reconocida a nivel mundial como un icono cultural.